# Luzancy
Luzancy ist eine französische Gemeinde mit 1.048 Einwohnern (Stand: 1. Januar 2022) im Département Seine-et-Marne in der Region Île-de-France. Sie gehört zum Arrondissement Meaux und zum Kanton La Ferté-sous-Jouarre.
Die Einwohner werden Luzancéens genannt.

## Geographie
Luzancy liegt etwa 20 Kilometer ostnordöstlich von Meaux in einem Bogen der Marne, die die Gemeinde im Norden begrenzt.

### Nachbargemeinden
Umgeben ist Luzancy von den Gemeinden Sainte-Aulde im Norden, Méry-sur-Marne im Osten, Reuil-en-Brie im Süden und Südwesten sowie Chamigny im Westen.

## Bevölkerungsentwicklung
| Jahr      | 1962 | 1968 | 1975 | 1982 | 1990 | 1999 | 2006 | 2017 | 2021 |
| Einwohner | 569  | 545  | 554  | 609  | 778  | 809  | 942  | 1110 | 1070 |

## Sehenswürdigkeiten
- Kirche Saint-Germain-Saint-Leu
- Schloss des Marschalls von Bercheny

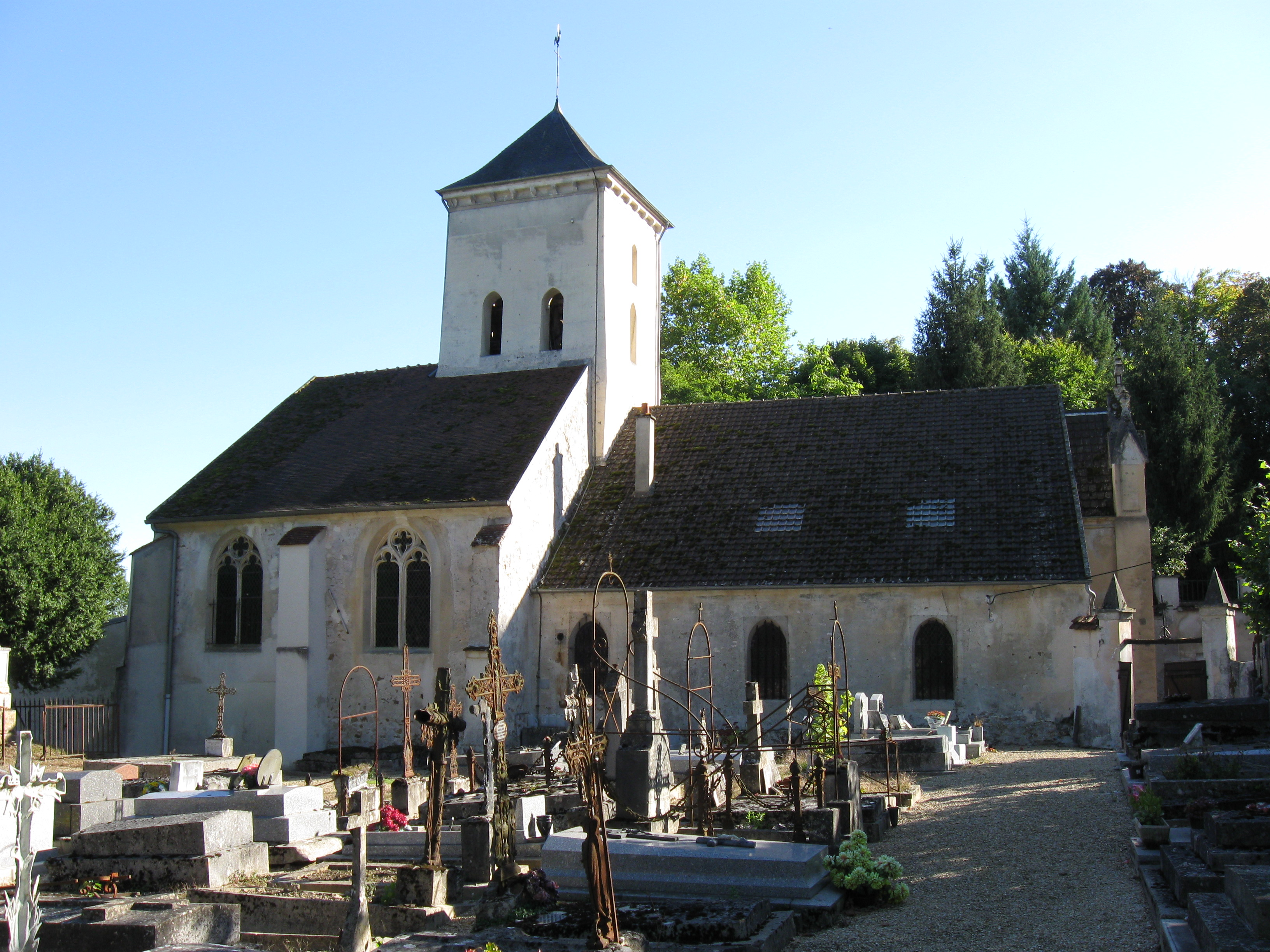
Kirche Saint-Germain-Saint-Leu

## Persönlichkeiten
- Ladislas Ignace de Bercheny (1689–1778), Marschall Frankreichs
- Claude Ignace François Michaud (1751–1835), General der Rheinarmee